# ウィーン国立歌劇場管弦楽団
ウィーン国立歌劇場管弦楽団（ウィーンこくりつかげきじょうかんげんがくだん、ドイツ語: Wiener Staatsoper Orchester）は、ウィーン国立歌劇場の専属オーケストラ。ヨーロッパの著名オペラオーケストラの1つである。このウィーン国立歌劇場管弦楽団のメンバーが、自主運営団体として「ウィーン・フィルハーモニー管弦楽団」を組織してコンサート活動を行っている。

## 沿革
オーケストラの歴史はそのままウィーン国立歌劇場の歴史だが、正確な創立年は不明。ただ1625年に当時のハプスブルク家の皇帝フェルディナント2世の誕生日を祝して、宮廷の大広間でイタリア語劇の上演が行われ、以降ここを舞台に数々のオペラやバレエが上演されており、これがウィーン宮廷歌劇場に発展したといわれる。

## 組織・活動
定員は150名（六管編成）。毎年9月1日から翌6月30日までのシーズンに約300（正確には297回）のオペラ・バレエ公演を行っている。「ウィーン国立歌劇場管弦楽団」は、ウィーン国立歌劇場としてのオペラ公演を演奏するオーケストラとしての名称である。また、ウィーン国立歌劇場におけるオペラ公演はオーストリア放送協会（ORF）によってライブ中継されており、この音源によるライブ録音が発売されるようになってきた。
古くは交響曲や管弦楽曲の録音がウェストミンスター・レーベルなどに存在するが、その実態はウィーン・フォルクスオーパー管弦楽団、もしくは国立歌劇場管弦楽団のメンバーを中心とした臨時編成のオーケストラであることも多い。
将来の団員候補は、3年の待機期間を経て適材であると判断されるとウィーン・フィルハーモニーの正式団員となる。65歳定年後は準団員となり、オペラやウィーン・フィルハーモニー管弦楽団の海外公演や定期公演のような忙しい時にウイーン国立歌劇場管弦楽団、ウイーン・フィルに加わって演奏する。

## 音楽監督・指揮者
歴代の総監督としては、グスタフ・マーラーやリヒャルト・シュトラウス、フルトヴェングラー、カール・ベーム 、ヘルベルト・フォン・カラヤン、ロリン・マゼールなど。